# ويلي باكن
ويلي باكن (بالنرويجية البوكمول: Willy B.)‏ هو موسيقي وعازف قيثارة وصحفي نرويجي، ولد في 24 يونيو 1951، وتوفي في 23 يوليو 2010 بسبب سرطان.